# Georg Wilhelm Pabst
Georg Wilhelm Pabst, gyakran csupán mint G. W. Pabst (Raudnitz, 1885. augusztus 27. – Bécs, 1967. május 29.) Németországban, Franciaországban és az Amerikai Egyesült Államokban is tevékenykedő osztrák filmrendező. A társadalom- és lélekábrázolás szolgálatába állított sajátos, egyéni formanyelve az expresszionizmus és a naturalizmus közötti átmenetet képviseli.

## Élete
A Monarchia csehországi tartományában született, August Pabst vasúti tisztviselő és Elisabeth Noe második gyermekeként. Miután apját a bécsi Ostbahnhof állomásfőnökévé nevezték ki, a család a fővárosba költözött. Alapiskolái elvégzése után Pabst 1901-ben beiratkozott a bécsi konzervatóriumba, s színművészetet tanult. 1905-től zürichi, Sankt Gallen-i és salzburgi színházakban lépett fel, két év elteltével németországi színházakhoz szerződött (Dortmund, Nürnberg), végül a bécsi Neue Wiener Bühne társulatának tagja lett. 1911-ben az Amerikai Egyesült Államokba utazott, és a New York-i német nyelvű színház, a Deutsche Volkstheater színésze, majd egy év elteltével rendezője lett. Az első világháború kirobbanása után, 1914 őszén hazatért Európába, de Franciaországban mint osztrák állampolgárt letartóztatták és egy Brest melletti táborba internálták, ahol négy évet élt, és mint az ottani internáltakból szerveződő színház rendezője tevékenykedett.
1919 elején hazautazott Bécsbe, s egy évadra a prágai Német Színház (Deutsches Theater) direktora lett. 1920-ban a Neuen Wiener Bühne művészeti vezetője lett, majd  a bécsi Várszínház (Burgtheater) vezetését is átvette. 1921-ben megismerkedett az Im Banne der Kralle című filmjét Bécsben forgató német filmrendezővel, Karl Frölichhel. Figyelemmel kísérte a forgatást és egy kisebb szerepet is eljátszott, majd 1921 októberétől már mint a Frölich alapította filmgyártó vállalat másod-segédrendezője vett részt a Der Taugenichts forgatásában. Később követte Frölicht Berlinbe, ahol segédrendezőként, forgatókönyvíróként és filmszínészként dolgozott. A Froelich-Film GmbH égisze alatt rendezte és készítette el első művét1923-ban, az expresszionista ihletésű, A kincs (Der Schatz) című filmet. A következő években Guido Seeber operatőrrel és Mark Sorkin segédrendezővel több filmet is készített Németországban. A sikert az 1925-ben Greta Garbo főszereplésével forgatott, Hugo Bettauer zsidó tematikájú elbeszélését feldolgozó, Bánatos utca (Die freudlose Gasse) című filmje hozta el számára. Az 1920-as évek második felében forgatott további filmjeivel (Jeanne Ney szerelme / Die Liebe der Jeanne Ney, 1927, Ilja Ehrenburg regénye alapján; Pandora szelencéje / Die Büchse der Pandora, 1928), az azokban megjelenő, egyre határozottabb formanyelvvel a haladó szemléletű filmművészek szimbolikus alakja lett. 1928-ban – többek között Heinrich Mann-nal, Asta Nielsennel és Balázs Bélával együtt – megalakították a progresszív szemléletű Volksverband für Filmkunstot, amely különböző kulturális és politikai rendezvények szervezése mellett 1930-ig kiadta a kortárs filmművészetre nagy hatást gyakorló, Film und Volk című folyóiratot. 1931. április 18-án Pabstot a Németországi Filmrendezők Szövetségének elnökévé választották.
1932 végén Franciaországba utazott, ahol előbb három nyelvi verzióban leforgatta Bertolt Brecht és Kurt Weill musicaljét, a Koldusoperát, majd a Don Quijote első hangosfilmváltozatát is. Időközben Németországban Hitler került hatalomra, így Pabst a Németországba való visszatérés helyett további filmes munkákat vállalt el Franciaországban. Ezek során többek között együtt dolgozott Jean Gabinnel és több emigráns magyar művésszel, például Metzner Ernővel, Bús-Fekete Lászlóval és Peter Lorre-ral. 1933 végén az egyesült államokbeli Hollywoodba utazott és leszerződött a Warner Brothersnél, de az itt eltöltött három év alatt nem volt képes alkalmazkodni az amerikai filmgyár követelményeihez. Az Európában sikeres és termékeny Pabst Hollywoodban mindössze négy megvalósítatlan forgatókönyvet írt, s egyetlen filmet forgatott (A modern hero, 1934).  1936-ban visszatért Franciaországba, ahol négy, kevésbé jelentős filmet készített el. 1938-ban – apósa temetésére utazván – ellátogatott Berlinbe, visszautasított minden, a maradására vonatkozó ajánlatot, és a svájci Bázelban telepedett le. 1939-ben végleg eldöntötte, hogy Amerikában telepedik le, s már hajójegyét is megvásárolta, amikor augusztus utolsó napjaiban Stájerországban élő édesanyjához utazott elbúcsúzni. A második világháború kitörése meghiúsította elutazási szándékát, s a világháború során előbb Ausztriában, majd 1940-től a náci Németországban, Münchenben tartózkodott. Itt, a Bavaria Film Studios alkalmazásában forgatta le nagy költségvetésű kosztümös portréfilmjét Friederike Caroline Neuber 18. századi német színésznő életéről (Komödianten), amely Németország képviseletében az 1941-es velencei biennálén elvitte a legjobb rendezésért járó díjat.
A második világháború végén Pabst Ausztriába költözött, előbb a stájerországi Tillmitsch-be a Fünfturm-kastélyba, 1946-ban pedig Bécsben telepedett le. Rögtön megvalósította régi filmtervét, az 1883-as tiszaeszlári vérvádról forgatott Der Prozess című filmjét. 1947-ben állami hozzájárulással megalapította filmvállalatát, a Pabst-Kiba-Produktions GmbH-t, és saját filmtervei mellett megvalósította többek között Georg C. Klaren, Paul May és Johann Alexander Hübler-Kahla filmjeit is.
1957-ben a művészi tevékenységtől visszavonult, élete hátralévő részét a cukorbetegséggel és a Parkinson-kórral viaskodva élte le bécsi otthonában. Élete nyolcvanharmadik évében, akut májgyulladás következtében vesztette életét.
1924-ben kötött házasságot Gertrude Henningsszel, frigyükből két fiúgyermek született (Peter és Michael).

## Életműve
Pabst a két világháború közötti európai filmrendező-generáció egyik legprogresszívebb alakja volt, munkássága nagy jelentőségű, filmtörténeti lépés volt az ún. szerzői filmek felé. Megfilmesítésre kiválasztott témái társadalmi és pszichológiai értelemben egyaránt nagy lehetőségeket rejtettek magukban, műveiben olyan társadalmi és egyéni problémákra összpontosított, mint a szegénység, a házasság, a prostitúció, a háború stb. Technikai kísérletezőkedvét tanúsítja megannyi újítása: a látványt a szereplő szemszögéből közvetítő kameramozgás, lassan úszó svenkelés, intenzív vágástechnika.
Első nagy sikerű filmje, a Bánatos utca (Die freudlose Gasse, 1925) a realista némafilmművészet klasszikus alkotása, a Neue Sachlichkeit áramlatához sorolható markáns darab. Pabst elsőként ábrázolta az emberi tudatalattit a freudi pszichoanalitikus megközelítésben az európai filmművészetben (Egy lélek mélységei / Geheimnisse einer Seele, 1926). 1929-re készült el a prostitúció poklát bemutató, erotikus jelenetekben is bővelkedő, Das Tagebuch einer Verlorenen című filmjével, Louise Brooksszal a főszerepben, amelyet több helyütt betiltottak, illetve csak lerövidített, művészi kohézióját vesztett változatát engedték vetíteni.
Ezt követően Pabst az új technikával, a hangosfilmmel kísérletezgetett, s 1930-ban leforgatta háborúellenes főművét, A nyugati front 1918 (Westfront 1918) című filmet, amely művéért később a jobbra tolódó Közép-Európában „a vörös Pabst” néven emlegették. További nagy sikerű hangosfilmjei ebből a korszakból az 1906. március 10-ei, több mint ezer ember halálával járó courrières-i bányaszerencsétlenséget elmesélő Kameradschaft (1931) című filmje, amelyért francia Becsületrendben részesült, valamint a búsképű lovag kalandjait megelevenítő első hangosfilm (Don Quichotte, 1933), Fjodor Saljapinnal a címszerepben.
1953-tól Olaszországban több operafilmet forgatott Giuseppe Verdi műveiből (Aida, Il Trovatore, La forza del destino). Ekkor készítette el élete egyetlen színes filmjét is, a Carl Maria von Weber életéről szóló Durch die Wälder, durch die Auen című filmet. Kései filmjei közül említést érdemel a Hitler végnapjait elmesélő Az utolsó felvonás (Der letzte Akt, 1955), valamint a Claus Stauffenberg-féle 1944-es Hitler elleni merényletkísérletnek emléket állító Július 20-án történt (Es geschach am 20. Juli, 1955) című filmek.

## Főbb rendezései
Rendezései
- 1923: Der Schatz (’A kincs’)
- 1924: Gräfin Donelli (’Donelli grófnő’)
- 1925: Bánatos utca (Die freudlose Gasse)
- 1926: Geheimnisse einer Seele (’Egy lélek mélységei’)
- 1926: Man spielt nicht  mit der Liebe (’A szerelem nem játék’)
- 1927: Die Liebe der Jeanne Ney (’Jeann Ney szerelme’)
- 1928: Abwege (’Tévút’)
- 1929: Die Büchse der Pandora (’Pandora szelencéje’)
- 1929: Tagebuch einer Verlorenen (’Egy perdita naplója’)
- 1929: Diw weiße Hölle vom Piz Palü (’Piz Palù fehér pokla’)
- 1930: Skandal um Eva (’Eva botránya’)
- 1930: Westfront 1918 (’A nyugati front 1918’)
- 1931: Die Dreigroschenoper (’Koldusopera')
- 1931: Kameradschaft (’Bajtársak’)
- 1932: The mistress of Atlantis (’Atlantisz királynője’)
- 1932: L’Atlantide (’Atlantisz királynője’)
- 1932: Die Herrin von Atlantis (’Atlantisz királynője’)
- 1933: Du haut en bas (’Fentről le’)
- 1933: Don Quichotte (’Don Quijote’)
- 1933: Cette nuit-là (’Azon az éjszakán’)
- 1934: A modern hero (’Napjaink hőse’)
- 1937: Mademoiselle Docteur (’Doktorkisasszony’)
- 1938: Le drame de Shanghaï (’A sanghaji dráma’)
- 1939: Jeunes filles en détresse
- 1941: Komödianten (’Komédiások’)
- 1943: Paracelsus
- 1945: Der Fall Mollander
- 1948: Der Prozeß (’A per’)
- 1949: Geheimnisvolle Tiefe (’Titokzatos mélység’)
- 1951: Ruf aus dem Äther (’Hívás az éterből’)
- 1953: La voce del silenzio (’A csend hangja’)
- 1954: Das Bekenntnis der Ina Kahr (’Ina Kahr vallomása’)
- 1955: Der letzte Akt (’Az utolsó felvonás’)
- 1955: Es geschach am 20. Juli (’Július 20-án történt’)
- 1956: Rosen für Bettina (’Rózsát Bettinának’)
- 1956: Durch die Wälder, durch die Auen (’Erdőkön-ligeteken át’)